# Basha'labsh
Basha'labsh, jedna od devet skupina Nisqually Indijanaca, porodica salishan, koji su živjeli na Mashell Creeku i rijeci Nisqually u okrugu Pierce u Washingtonu. 
Glavno selo nalazilo se na Mashell Creeku blizu Eatonvillea.